# Olibrus bicolor
Olibrus bicolor is een keversoort uit de familie glanzende bloemkevers (Phalacridae). De wetenschappelijke naam van de soort werd in 1792 gepubliceerd door Johann Christian Fabricius.